# Grumman G-164

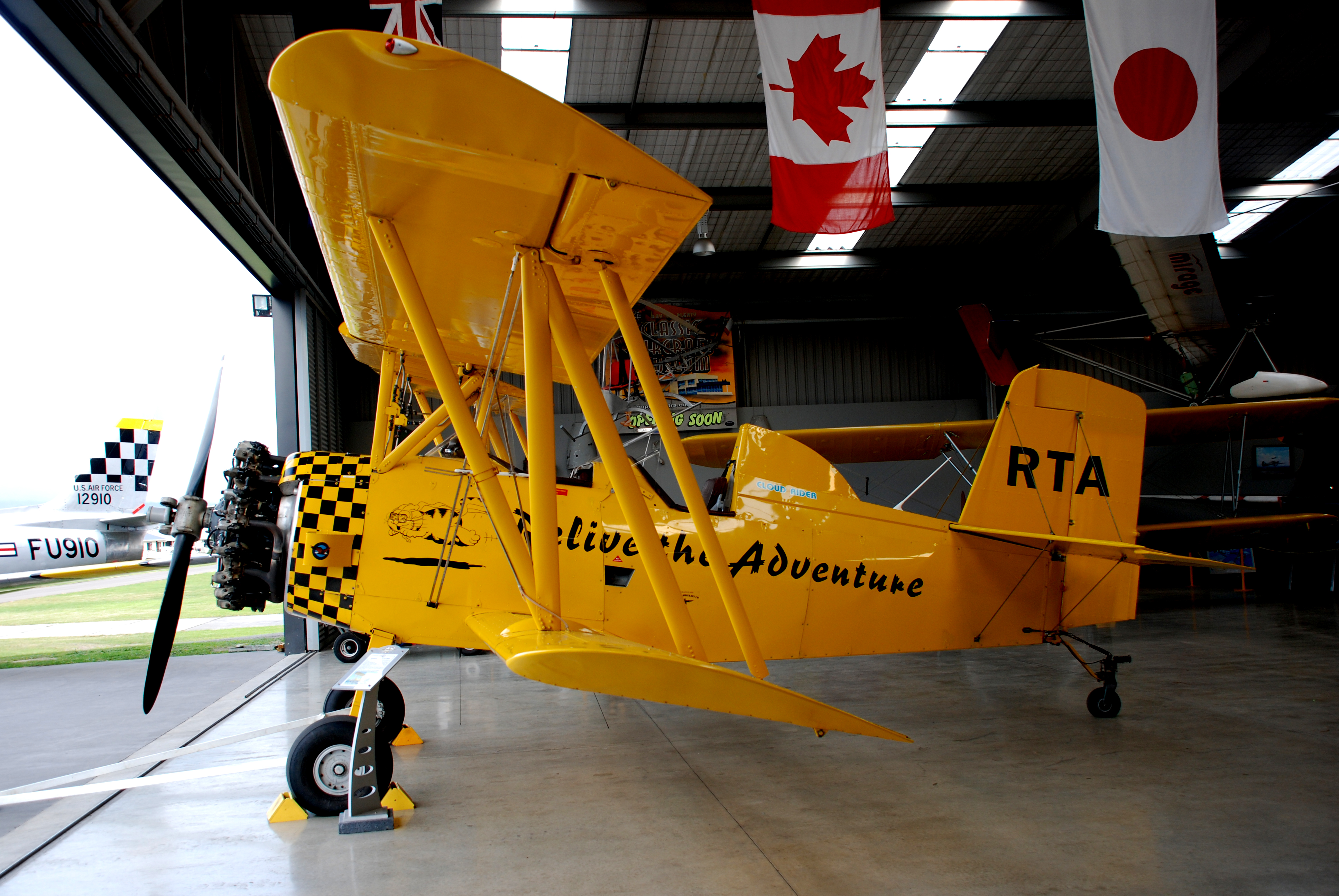
Schweizer Ag Cat B

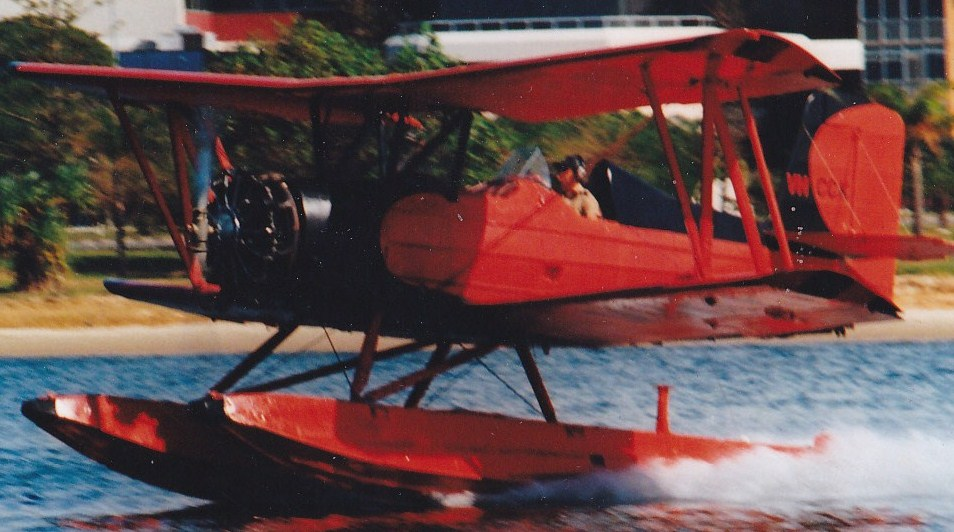
G164A mit Schwimmern

Die Grumman G-164 Ag Cat ist ein einmotoriges Agrarflugzeug des US-amerikanischen Flugzeugherstellers Grumman aus den 1950er Jahren.

## Geschichte
Die Ag Cat war das erste Muster eines großen Flugzeugherstellers, das speziell für die Agrarfliegerei und nach den Vorgaben des Civil Aeronautics Manual Part 8, die speziell für Agrarflugzeuge erlassen wurden, entwickelt wurde.
Im Jahr 1955 schlugen die beiden Entwicklungsingenieure Joe Lippert und Arthur Koch bei Grumman die Entwicklung eines speziellen Sprühflugzeugs vor, um die dringenden Bedarfe der Landwirtschaft zu befriedigen sowie die Produktpalette von Grumman breiter zu fächern. Eine erste Markterkundung ließ Absatzmöglichkeiten von 100 bis 200 Einheiten pro Jahr erwarten. Lipperts erster Vorschlag erhielt den Namen Farmair 1000.
Die erste von Grumman gebaute G-164 wurde von einem Continental W670 6A-16 angetrieben und absolvierte ihren Jungfernflug am 27. Mai 1957, geflogen vom Testpilot Hank Kurt. Der erste Flugtest bestand aus drei kurzen Sprüngen mit einer Abflugmasse von 3.122 lb (1.416 kg). Tests zwei und drei, durchgeführt von Testpilot Victor Eble, wurden am 28. Mai 1958 durchgeführt und dienten der Beurteilung des allgemeinen Flugverhaltens. Insgesamt wurden bis Ende August 1958 46 Testflüge mit dem Ergebnis durchgeführt, dass die Maschine ein gutmütiges Flugzeug ist, das nur noch kleine Verbesserungen benötigte.
Als die Entscheidung zur Freigabe der Produktion fiel, schlug Leroy Grumman den Marketingnamen The Grasshopper für das Flugzeug vor. Dick Reade hingegen empfahl den Namen Ag-Cat nach der Benamungstradition bei Grumman mit der Endung „-cat“ (vgl. Grumman F6F Hellcat, Grumman F4F Wildcat). Grumman war einverstanden und die neue Maschine erhielt die Bezeichnung G-164 Ag-Cat.
Militärische Aufträge in großem Umfang verhinderten die Produktion der Ag-Cat im Werk in Bethpage. Daher beschloss die Geschäftsführung von Grumman, das komplette Programm an die Schweizer Aircraft Corporation als Subunternehmen zu vergeben. Die erste von Schweizer gebaute Ag-Cat mit dem Kennzeichen N10200 absolvierte ihren Erstflug am 17. Oktober 1958, geflogen von Testpilot Clyde Cook. Die Serienfertigung startete im Januar 1959 und im März 1959 lieferte Schweizer die ersten zwölf Maschinen an Grumman. Ihre Musterzulassung erhielt die Ag-Cat am 20. Januar 1959 durch die Federal Aviation Administration.
Die Rechte an der Konstruktion der Ag-Cat wechselten mehrfach den Besitzer. Grumman übertrug sie im Jahr 1973 zunächst an sein Tochterunternehmen für Geschäftsflugzeuge. Schließlich wurde das US-amerikanische Tochterunternehmen, das auch die Rechte an der Gulfstream-Serie besaß, 1978 an American Jet Industries verkauft.
Bis zum Jahr 1981 baute Schweizer 2.455 Einheiten als Subunternehmer für Grumman. Im Jahr 1981 kaufte Schweizer die Rechte an der Konstruktion und setzte die Produktion unter dem Namen Schweizer Ag-Cat fort. Schließlich wurden die Rechte im Jahr 1995 an die Ag-Cat Corporation in Malden in Missouri verkauft. Bevor die Ag-Cat Corporation Insolvenz anmeldete, wurden noch fünf Einheiten der G-164B gebaut und angemeldet.
Im Februar 2001 wurden die Rechte an Allied Ag-Cat Productions Inc. in Walnut Ridge in Arkansas verkauft. Allied Ag-Cat baute jedoch keine neuen Flugzeuge des Typs, obwohl eine Beteiligungsgesellschaft eine große Flotte von Ag-Cats betreibt.

## Konstruktion
Die Ag-Cat ist ein einsitziger, einmotoriger Doppeldecker. Angetrieben wird sie je nach Modell von einem Sternmotor oder einem Turboproptriebwerk. Das Flugwerk der Maschine bot bei seiner Entwicklung viele Neuerungen in Bezug auf die Sicherheit. So verfügt sie über eine klimatisierte Druckkabine, um keine Pestizide eindringen zu lassen und in den Rumpf integrierte Knautschzonen. Im Jahr 1974 erhielten Lippert und Koch den Puffer Award von Delta Air Lines für ihre Innovationen im Bereich der Agrarflugzeuge. Es existiert auch eine Wasserflugzeugversion.

## Versionen

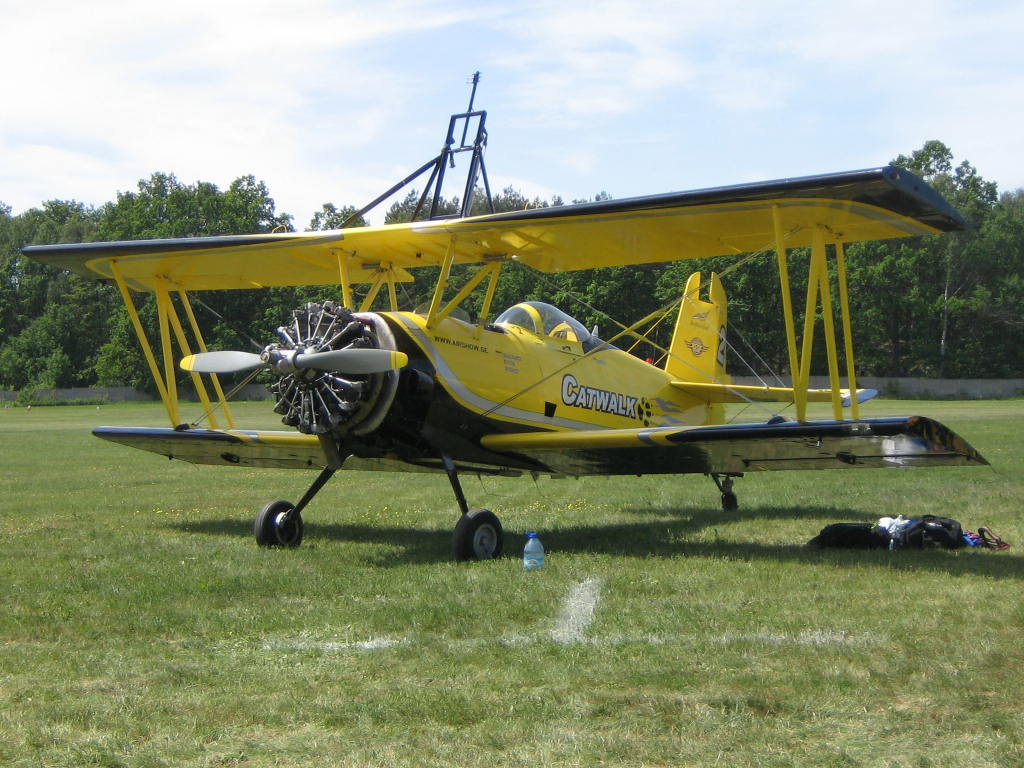
Ag Cat für Wingwalking

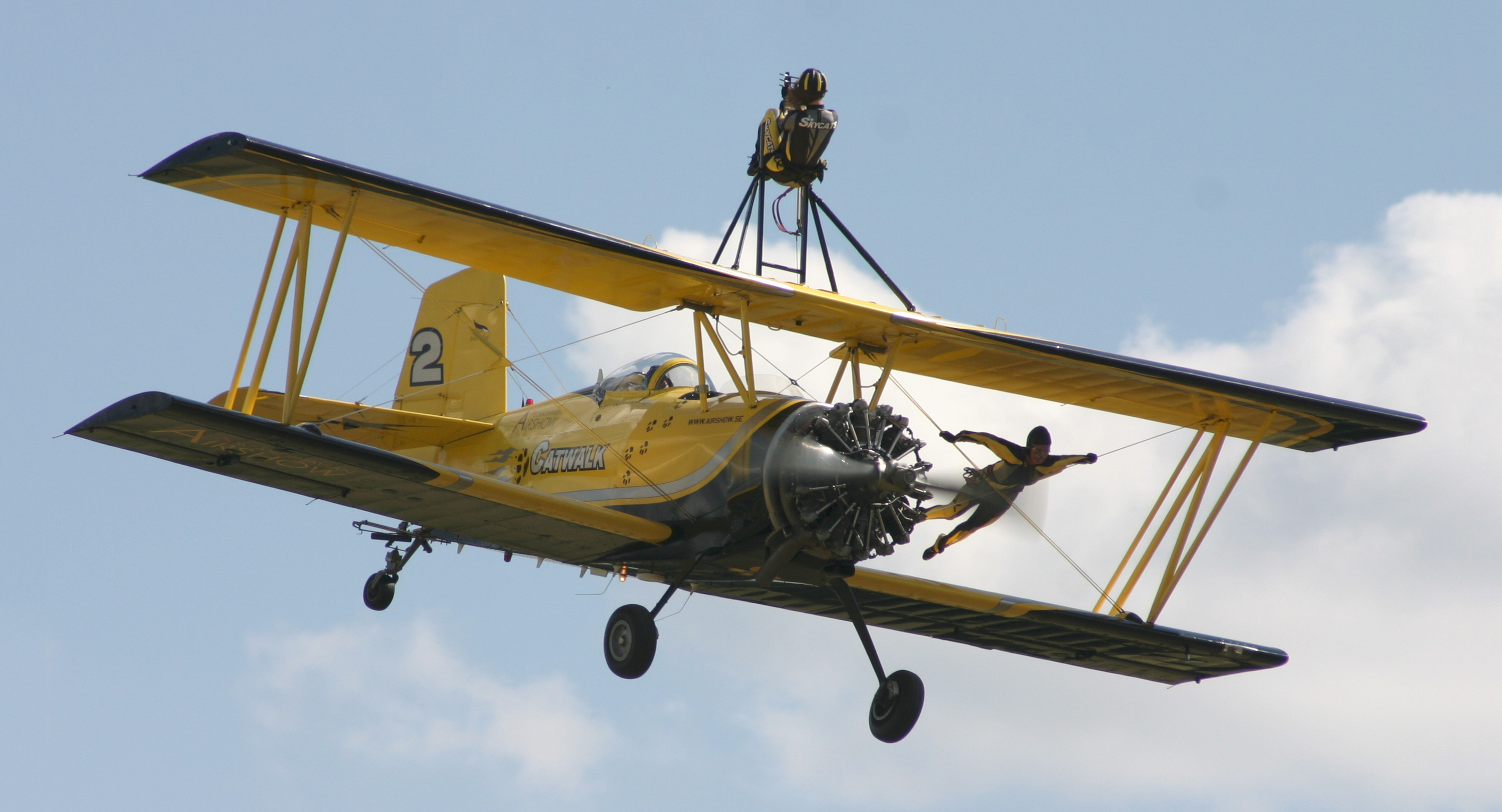
Grumman G-164A Ag Cat

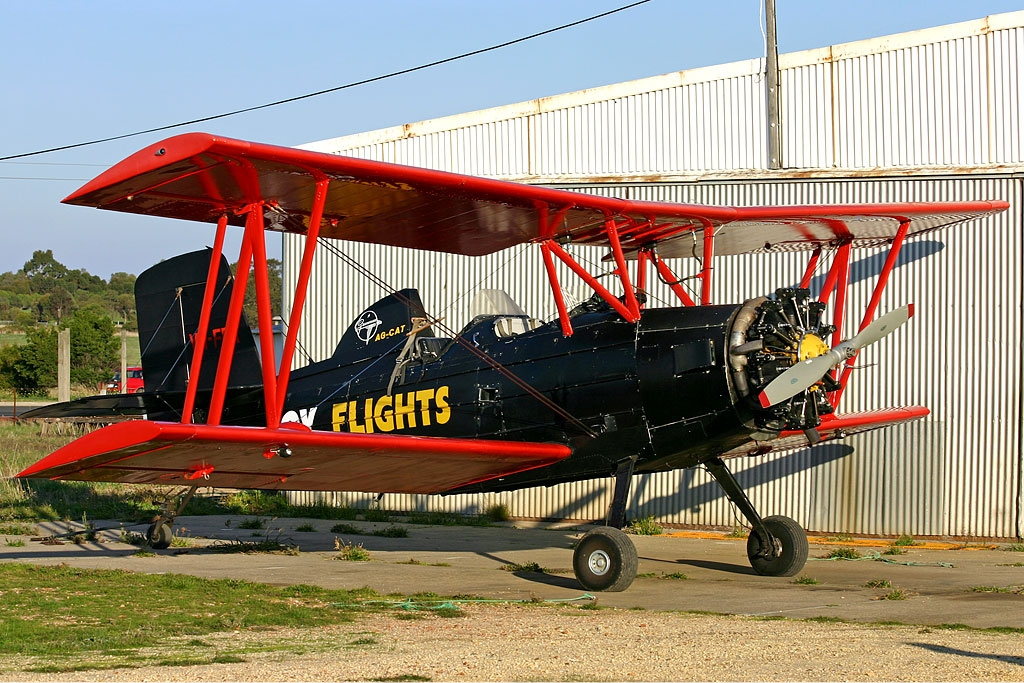
G-164 Ag-Cat für Rundflüge in Australien

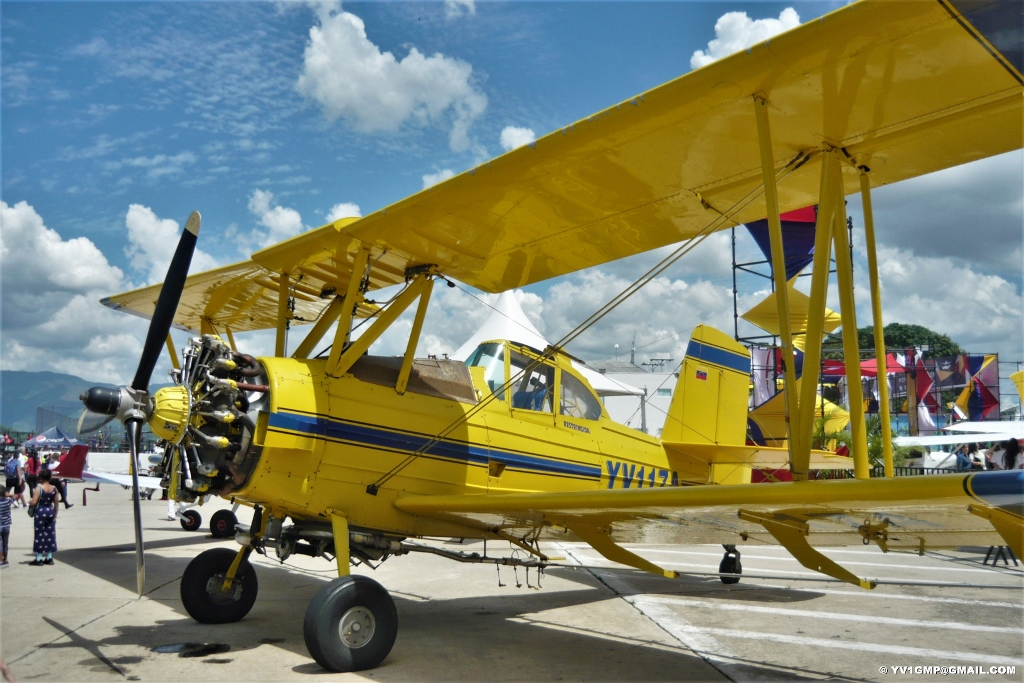
A Grumman G-164 Ag-Cat, eingesetzt als Agrarflugzeug in Venezuela

Ag Cat
Basismodell mit Triebwerken mit Nennleistungen von 220 PS (162 kW) bis 300 PS (221 kW); 400 Einheiten gebaut.
Super Ag Cat A/450
Ab der Seriennummer 401 gebautes Modell, angetrieben von einem Pratt & Whitney R-985 mit 450 PS (331 kW). Das MTOW und die Kraftstoffkapazität wurden erhöht. Des Weiteren erhielt das Modell größere Räder und verbesserte Bremsen.
Super Ag Cat A/600
Ag Cat A, angetrieben von einem Pratt & Whitney R-1340 mit 600 PS (441 kW)
Super Ag Cat B/450
Beim Modell B wurde die Spannweite von 35,92 ft (10,95 m) auf 42,25 ft (12,88 m) erhöht. Das Leitwerk wurde vergrößert und der Rumpf verlängert. Die obere Tragfläche wurde um zwanzig Zentimeter höher gelegt, um aerodynamische Interferenzen zu reduzieren und die Sicht aus dem Cockpit zu verbessern.
Super Ag Cat B/525
Ag Cat B, angetrieben von einem Continental R-795
Super Ag Cat C/600
Beim Modell C wurde der Rumpf weiter verlängert, um einen Sprühtank mit einem Volumen von 500 US-Gallonen unterzubringen. Angetrieben wurde die Version von einem Pratt & Whitney R-1340 mit 600 PS (441 kW).
Turbo Ag Cat D/T
Modell C, angetrieben von einem Pratt & Whitney PT6A-Turboproptriebwerk mit 680 PS (500 kW)
Turbo Ag Cat D/ST
Modell C, angetrieben von einem Pratt & Whitney PT6A mit 750 PS (552 kW)
Turbo Ag Cat D/SST
Modell C, angetrieben von einem Pratt & Whitney PT6A mit 850 PS (625 kW)
Ag Cat B-Plus/600
Modell B mit dem größeren Sprühtank des Modells C, angetrieben von einem Pratt & Whitney R-1340 mit 450 PS (331 kW), eingeführt 1982
Ag Cat B-Plus/450
Modell B-Plus, angetrieben von einem Pratt & Whitney R-985 mit 450 PS (331 kW), ebenfalls eingeführt 1982. Das Modell wurde nur auf Kundenwunsch gefertigt.
Ethiopian Airlines Eshet
Lizenzbau einer Ag-Cat Super B Turbine

## Modifizierungen
Marsh G-164 C-T Turbo Cat
Ausrüstung einer Super Ag Cat C/600 mit einem Garrett-TPE331-1-101-Turboproptriebwerk mit 600 PS (441 kW)
Mid-Continent King Cat
Umbau einer Super Ag Cat C/600 mit einem Wright R-1820-202A mit 1.200 PS (883 kW)
Twin Cat
Umbau der Twin Cat Corporation. Der R-1340-Motor wurde durch zwei Avco Lycoming TIO-540-J mit je 360 PS (265 kW) ersetzt, die an den Seiten des Bugs montiert wurden. Der erste Prototyp flog im Jahr 1979. Die Twin Cat Corporation vertrieb entsprechende Umbausätze.

## Technische Daten (G-164B Super B Turbine)
| Kenngröße             | Daten                                                              |
| --------------------- | ------------------------------------------------------------------ |
| Besatzung             | 1                                                                  |
| Länge                 | 27,6 ft (8,41 m)                                                   |
| Spannweite            | 42,38 ft (12,92 m)                                                 |
| Höhe                  | 12,08 ft (3,68 m)                                                  |
| Flügelfläche          | 392,7 ft² (36,5 m²)                                                |
| Nutzlast              | Sprühtank für 400 US-Gallonen                                      |
| Leermasse             | 3.150 lb (1.429 kg)                                                |
| max. Startmasse       | 7.020 lb (3.184 kg)                                                |
| Höchstgeschwindigkeit | 113 kn (209 km/h)                                                  |
| Reichweite            | 172 NM (319 km)                                                    |
| Triebwerke            | 1 × Pratt & Whitney Canada PT6A-34AG Turboprop mit 750 PS (552 kW) |

## Ausgestellte Exemplare
- G-164A Super Ag-Cat A/600 im National Air and Space Museum, Steven F. Udvar-Hazy Center[1]

## Vergleichbare Typen
- Air Tractor AT-802
- Ayres Thrush
- Cessna 188
- Embraer EMB 202 Ipanema
- PAC Cresco
- PAC Fletcher
- Piper PA-25 Pawnee
- PZL-106 Kruk